# Envy (Fat Joe)
Envy è un singolo del rapper statunitense Fat Joe. Pubblicato il 13 febbraio 1996 dalla Relativity Records e distribuito da RED, il singolo, prodotto da L.E.S., è estratto dall'album Jealous One's Envy.
Il testo di Envy è scritto da Fat Joe, mentre alla base lavora L.E.S. La canzone Firewater è stata scritta da Fat Joe e Raekwon, la base invece è stata prodotta da Born Lords (Blaze-E e Showbiz)
La base è campionata dalla canzone Sexual Healing, di Marvin Gaye, composta da David Ritz, Marvin Gaye e Odell Brown.

## Tracce
Lato A
1. Envy - 4:09
2. Envy (instrumental) - 4:09
3. Envy (versione a cappella) - 4:09

Lato B
1. Firewater feat. Raekwon, Armageddon & Big Pun[1] - 4:20
2. Firewater (instrumental) - 4:20
3. Firewater (versione a cappella) - 4:20

## Classifiche

### Classifiche settimanali
| Classifica (1996)        | Posizione massima |
| ------------------------ | ----------------- |
| Stati Uniti              | 76                |
| US Hot R&B/Hip-Hop Songs | 44                |
| US R&B/Hip Hop Airplay   | 68                |